# Джевані (футболіст, 2001)
Джевані Реїш Насіменту Жуніор (порт.-браз. Geovani Reis Nascimento Júnior; нар. 15 травня 2001, Мараба, Пара, Бразилія) — бразильський футболіст, лівий вінгер та нападник «Олександрії».

## Життєпис
Вихованець бразильського клубу «Барселона Капела». У 2019 році приєднався до молодіжної академії «Фамалікани», й після виступів за резервну команду 2021 року переведений до першої команди. На професіональному рівні дебютував за вище вказаний клуб 1 серпня 2021 року в переможному (1:0) поєдинку другого раунду Кубок португальської ліги проти «Ештуріла». Джевані вийшов на поле на 82-й хвилині замість Іву Родрігеша. У Прімейра-Лізі дебютував 8 серпня 2021 року в програному (0:2) виїзному поєдинку 1-го туру проти «Пасуш-де-Феррейри». Джевані вийшов на поле в стартовому складі, а на 60-й хвилині його замінив Пабло Феррейра. У сезоні 2021/22 років провів 2 поєдинки у чемпіонаті Португалії та 1 поєдинок у Кубку португальської ліги. Сезоні 2022/23 років провів у «Віторія Б» (Гімарайнш) з третьої ліги чемпіонату Португалії (22 матчі, 1 гол).
5 серпня 2023 року підписав 3-річний контракт з «Олександрією». 14 серпня дебютував за нову команду у матчі чемпіонату проти «Шахтаря» (1:2). 1 жовтня 2023 року забив перший гол за клуб у грі проти київського «Динамо» (2:4), ставши автором 1300-го голу бразильців в чемпіонатах України.